# Teikoku Bungaku
Teikoku Bungaku (帝国文学, «literatura imperial») va ser una revista literària i acadèmica publicada pel Departament de Literatura de la Universitat de Tòquio entre 1895 i 1920 de forma discontinuada. Va contribuir a la introducció de literatura estrangera i com a base del moviment romàntic japonès i contraposada al corrent naturalista. Hi van participar importants autors com Natsume Sōseki o Ryūnosuke Akutagawa.
La revista ser editada per la Societat de Literatura Imperial, que eren membres del Departament de Literatura de Tòquio, els quals formaven igualment el consell editorial de la mateixa. Hi van participar professors, graduats i estudiants universitaris. Segons descriu Tayama Katai, va ser una publicació molt activa durant els seus primers anys i resultava de lectura obligada cada més. En total se'n van publicar 296 volums, tot i que de forma discontinuada, la revista es periòdicament des de la seva fundació fins a febrer de 1917, va tenir una breu aturada i continuà publicant-se des de l'octubre del mateix any fins al gener de 1920.
La història de la revista es pot dividir en tres períodes. El primer (1895-1905), es caracteritza per una defensa de la creació d'una literatura nacional japonesa, que serveix de base al moviment romàntic japonès, i es va discutir sobre l'aparició de la nova poesia, la teoria del llenguatge i els caràcters o alfabet nacionals; el segon període (1906-1917) va posar èmfasi contra el moviment naturalista, destacant les posicions en contra d'Ueda Bin, i es va debatre sobre principis i simbolisme; el tercer període, que abasta fins a la fi de la revista, es va dedicar a debatre sobre el tradicionalisme.
D'altra banda, la publicació va contribuir a la producció de literatura japonesa, crítica i introducció de literatura xinesa i occidental. En aquest sentit, mentre se cercava assentar la individualitat de la literatura japonesa, habitualment les obres nacionals era contrastada amb la d'altres països. Així doncs, és notable la presència de comentaris i la introducció d'obres d'autors com Maurice Maeterlinck, George Bernard Shaw o Friedrich Nietzsche. També va mostrar una tendència acadèmia d'alt nivell, en competència amb revistes literàries d'altres universitats com la de Waseda o la de Keio.
A llarg dels anys va comptar amb la col·laboració de molts escriptors amb talent i articles de crítics. Hi van participar, entre d'altres, Takayama Chogyū, Kuwaki Genyoku, Doi Bansui, Togawa Shūkotsu, Kurigayama Hakuson, Osanai Kaoru, Abe Jiro, Tetsuro Watsuji, Kume Masao, Ryūnosuke Akutagawa, Natsume Sōseki, Toshima Yoshio i Yamamoto Yuzo.